# Neoscona bihumpi
Neoscona bihumpi är en spindelart som beskrevs av Patel 1988. Neoscona bihumpi ingår i släktet Neoscona och familjen hjulspindlar. Inga underarter finns listade i Catalogue of Life.